# صلاح نمر
صلاح الدين محمود نمر (5 فبراير 1992) هو لاعب كرة قدم سوداني محترف. يلعب كمدافع في المريخ السوداني ومنتخب السودان لكرة القدم.